# Olimbiakósz Lefkoszíasz
Nem keverendő össze az PAE Olimbiakósz SZFP-vel, amely egy görög labdarúgócsapat.
Az Olimbiakósz Lefkoszíasz (görög betűkkel: Ολυμπιακός Λευκωσίας; a nemzetközi sajtóban gyakran: Olympiakos Nicosia) egy ciprusi sportklub, amely Nicosiában található.

## Sikerei
- Ciprusi bajnok: 3
  - 1967, 1969, 1971

- Ciprusi labdarúgókupa: 1
  - 1977

- Ciprusi labdarúgó-szuperkupa: 1
  - 1967

## Külső hivatkozások
- Hivatalos oldal (görögül)